# コソヴォの娘

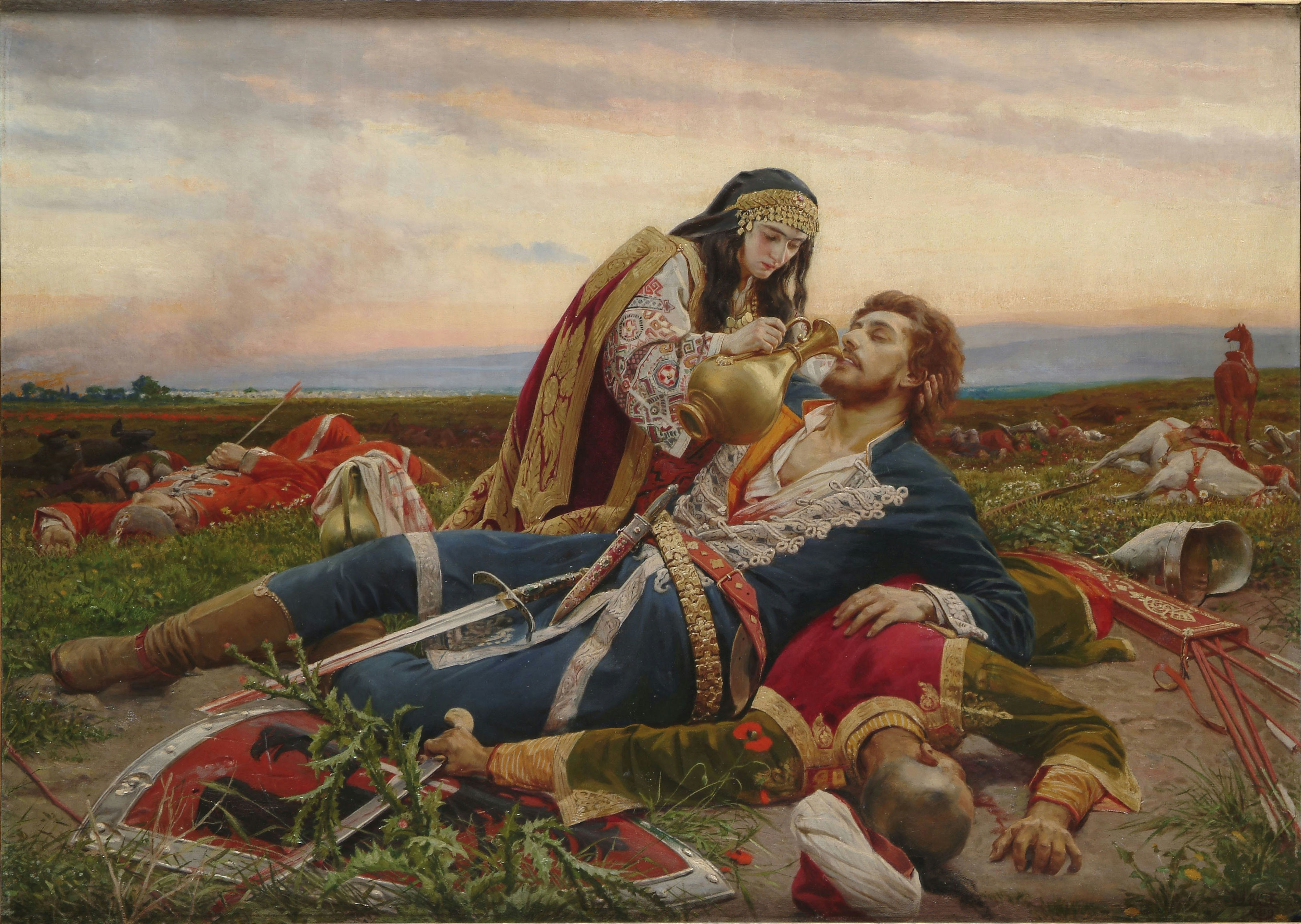
『コソヴォの娘』ウロシュ・プレディチ作、ベオグラード市立博物館

『コソヴォの娘』（セルビア語: Kosovka devojka）は、セルビアの民族叙事詩の一節。

## 物語
コソヴォの戦いで皇帝ラザル以下のセルビア軍がオスマン帝国の大軍に敗れた後、戦場を歩き回るコソヴォの娘がいた。皇帝の旗手パヴレ・オルロヴィチは重傷ながらまだ息があり、娘は抱き起こして赤ワインを飲ませるなどしてやった。オルロヴィチはこの戦場で誰を探しているのかと娘に問うた。娘は答えた。ミロシュ・オビリッチ、イヴァン・コサンチッチ、ミラン・トプリツァの三人のセルビアの将軍を探しているのだと。
戦火を交える前、サモドレジャの教会において、オビリチ将軍はマントを脱いで娘に渡し、戦死を予感しつつこう言ったのだった。「私が無事に帰れるよう、祈っておくれ。おまえを私の盟友ミランの花嫁にしよう。私は婚礼の際には花婿の親代わりとなろう」続いて、コサンチッチ将軍が黄金の指輪を娘に渡し、こう言った。「私は婚礼の際にはおまえの付き添いをしよう」最後にミラン・トプリツァ将軍が黄金のヴェールを娘に渡し、こう言った。「愛しき者よ、私はおまえを貞節な妻としよう」
娘の話を聞いて、オルロヴィチは多くの槍が地面に突き刺さっている場所を示し、言った。「あそこが、その三人の方たちが倒れている場所なのだ」オルロヴィチは娘に勧めた。これ以上裾や袖が血で汚れぬうちに、白い館へ帰るように。娘は大粒の涙を流し、自らの運命を嘆きながら帰っていった。
| 「 | 悲しい私！ なんという不運な私！ もし今私がこの悲しい指で、緑の松に触れたなら、松はたちまち枯れるでしょう！ | 」 |